# Emoji - Accendi le emozioni
Emoji - Accendi le emozioni (The Emoji Movie) è un film d'animazione del 2017 diretto da Tony Leondis.

## Trama
Gene è un'emoji che vive a Messaggiopoli, una città digitale all'interno dello smartphone di Alex. Figlio di Bahrt e Bahrbara, due emoji "bah" è capace di assumere diverse espressioni; nonostante l'educazione impartita, i suoi genitori sono riluttanti a farlo andare al lavoro ma Gene insiste perché possa sentirsi utile. Alla fine i genitori cedono e Gene viene accolto dal capo di Messaggiopoli, Smile, e gli viene dato uno spazio personale. Quando Alex decide di mandare un messaggio ad Addie McCallister, la ragazza che adora Gene viene scannerizzato ma va nel panico, sbaglia emoji facendo invece una faccia spaventata e addirittura distrugge per sbaglio il centro della tastiera (dove le emoji vengono scannerizzate); Smile lo definisce "difettoso" e, anche a causa della sua capacità di modificare l'espressione facciale, meritevole di essere eliminato. Inseguito dai bot incaricati di cancellarlo, Gene viene salvato da Ghimmifive, un'emoji mano, che ha perso la sua fama a causa degli usi sempre più ridotti; Ghimmifive dice a Gene che per risolvere il problema dell'espressione facciale, ha bisogno di un hacker e lo accompagna nella sua avventura.
I due raggiungono un'app di pirateria dove incontrano un'hacker chiamata Rebel, che vuole raggiungere Dropbox e avere la libertà nel cloud. Raggiunti di nuovo dai bot di Smile, i tre fuggono nel gioco Candy Crush, poi nell'app Just Dance; lì, Rebel rivela di essere una principessa e di essere scappata perché stufa di essere uno stereotipo. Dopo un altro attacco dei bot di Smile, Alex cancella l'app di Just Dance. Gene e Rebel riescono a scappare, ma Ghimmifive viene invece buttato nel cestino. Nel frattempo, Bahrt e Bahrbara litigano pigramente secondo la loro natura, ma poi fanno pace su Instagram quando si scopre che anche Bahrt ha la capacità di modificare la propria espressione facciale, come il figlio Gene. Mentre viaggiano per Spotify, Rebel e Gene iniziano invece a innamorarsi l'un l'altro, e in seguito vanno a salvare Ghimmifive dal cestino; riescono nell'impresa, ma i tre vengono attaccati da un bot potenziato con un malware illegale e per sconfiggerlo usano le sue stesse braccia. Raggiunto presto Dropbox, si trovano di fronte a un firewall, letteralmente un muro di fuoco e lo superano dopo aver inserito il nome di Addie. Quando infine giungono al cloud Rebel si prepara a riprogrammare Gene e quando questi ammette i suoi sentimenti per lei, l'altra dichiara di voler continuare ad avventurarsi nel cloud, il che causa Gene a ritornare al suo sé apatetico per via del suo cuore spezzato. D'un tratto i bot potenziati raggiungono il cloud e prendono Gene, al che Ghimmifive e Rebel sono obbligati a inseguirlo con l'aiuto di un uccello di Twitter richiamato da Rebel nella sua forma da principessa.
Con Gene di fronte a sé Smile si prepara a cancellarlo, ma Bahrt e Bahrbara irrompono e Bahrt rivela a tutti che anche lui è un malfunzionamento come il figlio, al che Smile intende cancellare anche lui. Rebel e Ghimmifive intervengono e disabilitano il bot, che cade addosso a Smile, ma in quel momento il mondo delle emoji inizia a dissolversi. A causa del disastro provocato da Gene a inizio film e soprattutto delle strane espressioni dell'emoji, Alex ritiene che il telefono vada resettato e lo porta dunque in un negozio per l'operazione. Di fronte a un reset totale che sta per cancellare lui e il suo mondo, Gene si prepara a farsi mandare su messaggio ad Addie esprimendosi tramite numerose espressioni facciali. Capendo che Addie ha ricevuto un messaggio da lui, Alex cancella il reset proprio quando è quasi finito salvando le emoji e il loro mondo e riesce finalmente a parlare con Addie, a cui piace l'emoji mandata da Alex. Gene riesce infine ad accettarsi per ciò che è e viene celebrato come eroe da tutte le emoji.
Nella scena durante i titoli di coda Smile cacciata dalle emoji di Messaggiopoli a causa della sua tirannia, si trova ora nel Bar degli Sfigati a giocare a carte insieme alle altre emoji dimenticate e indossa vari apparecchi ortodontici in quanto i denti le sono stati strappati per mano dei bot.

## Produzione
Il budget del film è stato di 50 milioni di dollari.

## Promozione
Il primo trailer del film viene diffuso il 16 maggio 2017.

## Distribuzione
La pellicola è stata distribuita nelle sale cinematografiche statunitensi a partire dal 28 luglio 2017, mentre nelle sale italiane dal 28 settembre dello stesso anno.

## Accoglienza

### Incassi
Nel primo weekend di programmazione nelle sale statunitensi, la pellicola si posiziona al secondo posto con un incasso di 25,7 milioni di dollari. In totale ha incassato 217 milioni di dollari, di cui 86 in patria e 131 all'estero.

### Critica
Il film è stato stroncato dalla critica. Una delle critiche mosse alla pellicola è l'eccessiva presenza di pubblicità indiretta.
Sul sito Rotten Tomatoes ottiene il 6% delle recensioni professionali positive con un voto medio di 2,67 su 10 basato su 129 critiche, mentre su Metacritic ottiene un punteggio di 12 su 100, basato su 26 recensioni.
Nell'edizione dei Razzie Awards 2017, il film ha vinto quattro premi su quattro candidature: peggior film, peggior coppia, peggior regista e peggior sceneggiatura.
Il critico Frank Sheck dell'Hollywood Reporter posiziona il film al quarto posto dei peggiori film del decennio 2010-2019.